# Ödhaag
Ödhaag ist ein Gemeindeteil von Birgland im Landkreis Amberg-Sulzbach in der bayerischen Oberpfalz.

## Geografie
Das Dorf im Norden des Oberpfälzer Jura ist einer von 42 amtlich benannten Gemeindeteilen der Gemeinde Birgland im westlichen Teil der Oberpfalz. Das auf einer Höhe von 549 m ü. NHN gelegene Ödhaag ist etwa sieben Kilometer von dem nordnordöstlich liegenden Pfarrdorf Illschwang entfernt, in dem die Birglander Gemeindeverwaltung ihren Sitz hat.

## Geschichte
Die Keimzelle des Ortes war eine im Jahr 1819 errichtete Neugründung, die zur Zeit der Bayerischen Uraufnahme aus einem einzigen Anwesen am Ort der heutigen Hausnummer 1 bestand. Ödhaag wurde damit zu einem neuen Gemeindeteil der Landgemeinde Schwend, die zu Beginn des 19. Jahrhunderts durch die Verwaltungsreformen im Königreich Bayern entstanden war. Im Zuge der kommunalen Gebietsreform in Bayern in den 1970er Jahren wurde Ödhaag zusammen mit der Gemeinde Schwend am 1. Juli 1972 in die neu gebildete Flächengemeinde Birgland eingegliedert. Im Jahr 1987 zählte Ödhaag 45 Einwohner.

## Verkehr
Unmittelbar westlich des Ortes verläuft die Staatsstraße St 2164. Eine von dieser Straße abzweigende Gemeindeverbindungsstraße führt am nordwestlichen Ortsrand vorbei und verbindet das Dorf mit dem nordwestlich gelegenen Aicha. Der ÖPNV bedient das Dorf an einer Haltestelle der Buslinie 66 des VGN. Der am schnellsten erreichbare Bahnhof befindet sich in Sulzbach-Rosenberg an der Bahnstrecke Nürnberg–Schwandorf.

## Sehenswürdigkeiten
In Ödhaag befindet sich ein aus 18./19. Jahrhundert stammendes Bauernhaus, das als Wohnstallbau mit Zwerchgiebel und Fachwerk ausgeführt wurde.